# Difilobotriide
Difilobotriidele (Diphyllobothriidae) (din greaca di = doi + phyll = frunză + bothrium = șăntuleț) este o familie de cestode pseudofilide parazite cu două gazde intermediare acvatice.
Această familie are următoarele caracteristici: 
- Au o lungime de la câteva zeci de centimetri până la câțiva metri.
- Scolexul este neînarmat  (lipsit de cârlige), cu două fante longitudinale, numite botrii, care au o musculatură puțin dezvoltată.
- Segmentele ovigere (proglotele) sunt înzestrate cu un orificiu pentru pontă numit tocostom (de la gr. tocos = naștere; stoma = orificiu) prin care sunt eliminate ouăle operculate neembrionate.
- Ciclului evolutiv cu două gazde intermediare acvatice, de obicei dulcicole, mai rar marine sau eurihaline.

- prima gazdă intermediară: un crustaceu copepod care găzduiește larva procercoidă;
- a 2-a gazdă intermediară: un amfibian sau pește care găzduiește larva plerocercoidă în țesutul muscular, cu posibile fenomene de paratenie.

## Sistematica
Difilobotriidele sunt împărțite în două subfamilii: Diphyllobothriinae și Ligulinae, care cuprind următoarele genuri: 
- Baylisia Markowski, 1952
- Baylisiella Markowski, 1952
- Dibothriocephalus Luehe, 1899
- Diphyllobothrium Cobbold, 1858
- Diplogonoporus Lönnberg, 1892
- Glandicephalus Fuhrmann, 1921
- Hexagonoporus Gubanov in Delamure, 1955
- Ligula Bloch, 1782
- Multiductus Clarke, 1962
- Plicobothrium Rausch & Margolis, 1969
- Pyramicocephalus Monticelli, 1890
- Schistocephalus Creplin, 1829

Cea mai cunoscută specie este Diphyllobothrium latum (botriocefalul).